# Michael Schlecht

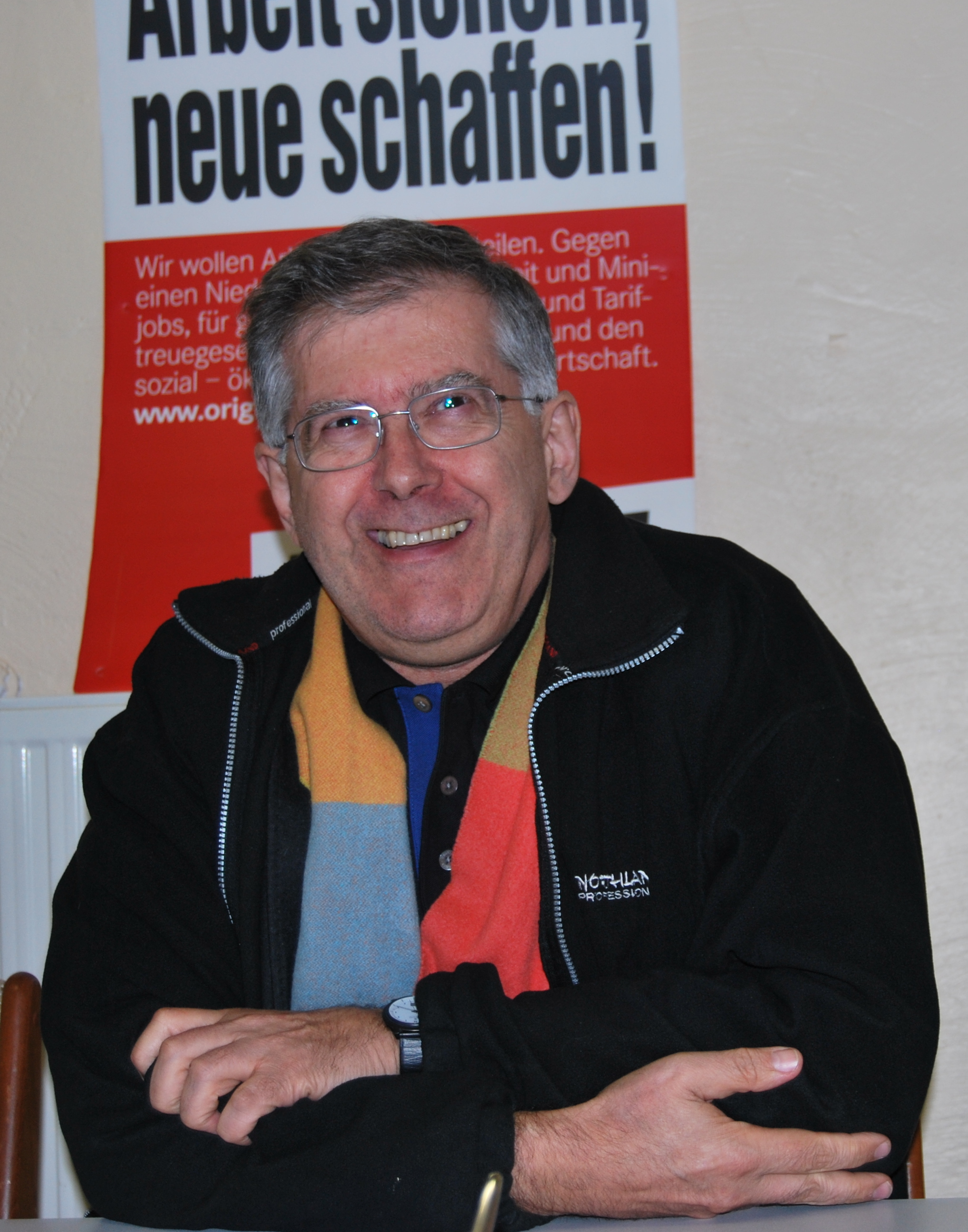
Michael Schlecht, April 2010 in Soest

Michael Schlecht (* 25. Juni 1951 in Hildesheim) ist ein deutscher Politiker. Er war von 2009 bis 2017 Mitglied des Deutschen Bundestags für die Partei Die Linke.

## Leben
Michael Schlecht wuchs in Hamburg auf. Nach der mittleren Reife im Jahr 1966 absolvierte er eine Ausbildung zum Drucker und machte Zivildienst. 1973 siedelte er nach West-Berlin über. Dort betrieb er bis 1980 ein Studium zum Druck-Ingenieur. Ebenso studierte er an der Freien Universität Berlin Volkswirtschaft und war als Verlagshersteller tätig. Ab 1980 war er in Stuttgart bei der IG Druck und Papier – ab 1989 IG Medien – beschäftigt. 2001 wurde er Chefvolkswirt bei ver.di in Berlin.

## Politik
Von 1980 bis 1982 beteiligte sich Schlecht an dem Versuch, mit den „Demokratischen Sozialisten“ (DS) eine Partei links von der Sozialdemokratie zu gründen, der jedoch scheiterte. Er kehrte daraufhin 1982 zur SPD zurück, die er aber 2005 aus Opposition gegen die Politik der „Agenda 2010“ verließ. Schlecht ist bekannt als Gegner des „bedingungslosen Grundeinkommens“ und setzt diesem die „bedarfsorientierte Grundsicherung“ entgegen. 
Er gehörte zu den Mitbegründern der WASG, die später mit der ostdeutschen PDS zur Linkspartei fusionierte. Dort wurde er im Jahr darauf in den Bundesvorstand gewählt. 2007 wurde er Mitglied im Vorstand der Linken. Bei den Bundestagswahlen 2009 und 2013 trat Schlecht im Wahlkreis Mannheim an und wurde über die baden-württembergische Landesliste als Abgeordneter in den 17. und 18. Deutschen Bundestag gewählt. Er war Mitglied der Fraktion Die Linke, in der er die Position des Chefvolkswirts innehatte. Er war ordentliches Mitglied des Bundestagsausschusses für Wirtschaft und Energie.

## Privates
Schlecht ist verheiratet und hat zwei Kinder.